# رولد اسکوو
رولد اسکوو (به لاتین: Rold Skov) یک منطقهٔ مسکونی و جنگل در دانمارک است که در Mariagerfjord Municipality واقع شده‌است.